# リド (企業)
株式会社リド（英: Lide, Inc.）は、アニメやキャラクターの企画・制作を行っていた日本の企業。カドカワ株式会社の連結子会社。

## 概要
VTuberの急速な盛り上がりを背景に、VTuberを起用した番組やイベントを提供してきたドワンゴが今後のVTuber市場の世界的な成長を見据え、さらなる事業の拡大を図る目的で、ドワンゴ・KADOKAWA・カラー・インクストゥエンター・アソビシステムの5社の合弁により設立された。
リドでは、ドワンゴが持つ「VR技術・モーションキャプチャ技術」と、KADOKAWAが持つ「IP」、カラーが持つ「アニメ制作技術」、インクストゥエンターおよびアソビシステムが持つ「音楽クリエイターやアーティストのマネジメント力・プロデュース力」、そしてドワンゴを傘下に収めるカドカワグループ全体が持つ「エンタテインメント事業の総合力・ネットとリアルのメディアプラットフォーム」といった、それぞれの強みとノウハウを組み合わせ、VTuberのプロデュースと、バーチャルアニメの企画・制作を行う2つのビジネスを柱としたVTuber事業に取り組むとしている。
また、リドが手掛けるバーチャルアニメの第1弾として、2019年1月より、TOKYO MXにてアニメ『バーチャルさんはみている』を放送することも発表された。
2019年4月15日に解散が公示され、同年7月8日に清算結了した。

## 社名の由来
チェコ語で“人間”を示すリド（lidé）が語源。株式会社リドは、“現実や仮想を問わず表現する「人間」を「創造」する会社”を目指すとしている。

## 作品

### テレビアニメ
- バーチャルさんはみている（2019年）